# Петро Севастійський
Петро Севастійський (грец. Πέτρος Σεβαστείας, 340, Кесарія Каппадокійська — 26 березня 391, Севастія) — єпископ Севастії (сьогодні Сівас, Туреччина), святий; почитається в усіх християнських церквах.

## Життя святого
Походив із заможної християнської родини з Кесарії Каппадокійської. Був одним із десяти дітей Василія Старшого, відомого адвоката і вчителя риторики, та Емелії. Наймолодший брат Василія Великого, Григорія Ніського, Навкратія та Макрини. Коли помер батько, Петро ще не народився. Ним заопікувалася мати Емелія, а особливо сестра Макрина. Коли Петро виріс, вирішив вступити в монастир, який заснувала його мати на березі річки Ірис і де настоятелем був його найстарший брат Василій. Коли у 362 році Василій став єпископом Кесарії Каппадокійської, Петро перебрав керівництво над монастирем. У 370 році рукоположений на священика, а в 380 році став єпископом міста Севастія. Завзятий противник поширення аріанської єресі.
У 381 році взяв участь у Першому Константинопольському соборі.
Помер 391 року в Севастії. З писань Петра Севастійського до нас дійшов лише один його лист, адресований братові Григорію з проханням надіслати його трактат «Проти Євномія».

## Культ
У «Римському мартиролозі» Цезар Бароній літургійний спомин святого Петра Севастійського помістив на 9 січня. Православна церква спогадує пам'ять святого Петра Севастійського 9/22 січня.